# Koszmosz–45
A Koszmosz–45 (oroszul: Космос 45) a szovjet Koszmosz műhold-sorozat tagja. Kísérleti meteorológiai műhold.

## Küldetés
A repülés célja tesztelni a beépített műszaki-meteorológiai rendszert. Tesztelni a televíziós kamerák (felhő-fényképezőgépek), az infravörös sugárzásmérő és a telemetriai (adatrögzítő, adattároló, adattovábbító) rendszert.

## Jellemzői
A  VNII EM (oroszul: Всесоюзный научно-исследовательский институт электромеханики (ВНИИ ЭМ) филиал) tervezte, építette. Üzemeltetője a moszkvai (Госкомитет СССР по гидрометеорологии) intézet.
1964. szeptember 13-án a Bajkonuri űrrepülőtér indítóállomásról egy Vosztok–2 (8А92) típusú hordozórakétával juttatták Föld körüli pályára. A 89,6 perces, 64,9 fokos hajlásszögű, elliptikus pálya elemei: perigeuma 200 kilométer, apogeuma 316 kilométer volt. Hasznos tömege 4000 kilogramm. Szabványosított, könnyű tudományos-kutató műhold. Áramforrása kémiai, illetve a felületét burkoló napelemek energiahasznosításának kombinációja (kémiai akkumulátorok, napelemes energiaellátás – földárnyékban puffer-akkumulátorokkal). Földre orientált, stabilitását giroszkóp biztosította. Felépítése hengeres, átmérője 1,4 méter, magassága 5 méter, két napelemtáblája 10 méterre kinyúló.
Mérési feladata, műszerezettsége megegyezett a Koszmosz–44-gyel. A fedélzeten elhelyezett rádióadó által sugárzott jelek fáziskülönbségének méréséből következtetéseket lehetett levonni az ionoszféra szerkezetéről. Az éjszakai ionoszféra F-rétege magasságbeli és kiterjedésbeli inhomogenitásainak mérése a 20 MHz-es fedélzeti adó jeleinek fluktuációváltozásaiból történt.
Az infravörös fényképezési technika újból eredményesnek bizonyult, sikeresen visszahozta a filmtároló kazettákat. A Földről kiinduló sugárzás spektrumának mérése 7-38 mikrométer hullámhossztartományban, kétcsatornás, diffrakciós monokromátorral történt. A monokromátor optikai tengelyét a helyi függőlegesre orientálták. A mérés térbeli felbontóképessége 10 kilométer volt. Összesen 1278 spektrumfelvételt készített.
1964. szeptember 18-án 5 nap szolgálat után, földi parancsra belépett a légkörbe és hagyományos módon – ejtőernyős leereszkedés – visszatért a Földre.